# كيفن سمرفيلد
كيفن سمرفيلد (بالإنجليزية: Kevin Summerfield)‏ هو لاعب كرة قدم بريطاني في مركز الوسط، ولد في 7 يناير 1959 في والسول في المملكة المتحدة. لعب مع برمنغهام سيتي وشروزبري تاون وكارديف سيتي ونادي إكزتر سيتي ونادي بليموث أرجايل ونادي والسول ووست بروميتش ألبيون.

## وصلات خارجية
- كيفن سمرفيلد على موقع قاعدة بيانات كرة القدم.إي يو (الإنجليزية)
- كيفن سمرفيلد على موقع Soccerbase.com (لاعب) (الإنجليزية)
- كيفن سمرفيلد على موقع Soccerbase.com (مدرب) (الإنجليزية)
- كيفن سمرفيلد على موقع عالم كرة القدم.نت (الإنجليزية)